# Джелал ад-Дин Султан-шах
Джелал ад-Дин Султан-шах (ум.1193) – сын хорезмшаха Тадж ад-Дин Ил-Арслана и его жены Теркен-хатун. Сводный брат Ала ад-Дин Текеша. Претендент на хорезмской перестол.

## Биография
В 1172 году Ил-Арслан умер, и его сыновья  начали борьбу за то, кто станет его преемником. Султан-шах был младшим сыном, но он считался формальным наследником, и его мать, Теркен-хатун посадила его на престол. Старший сын Ала ад-Дин Текеш бежал к Каракитайское ханство и  просил у  их возвести его на престол вместо его брата, обещая взамен ежегодную дань. Елюй Пусувань дала большое войско, и вскоре он отправился в Хорезм. Султан-шах и его мать, узнав о приближении Текеша, решили бежать, и Текеш беспрепятственно обосновался в Хорезме в декабре 1172 года. Султан-шаху и Теркен-хатун удалось заручиться поддержкой Муайида ад-Дина Ай-Аба , бывшего эмира сельджуков , который после его разгрома обосновался в Нишапуре. В 1174 году он повел армию в Хорезм, но потерпел поражение, был взят в плен и казнен Текешом. После смерти Ай-Абы Султан-шах в конце концов нашел убежище у Гуридов , но Теркен-хатун была выслежена и убита войсками Текеша.
В конце 1170-х годов Каракитай отозвал Султана-шаха, который все еще жил на территории Гуридов. Текеш взбунтовался, отказался платить дань и убил чиновников Каракитая. Султан-шах вышел из изгнания, и армия каракитайцев была послана, чтобы восстановить его как хорезм-шаха. Однако Текешу удалось остановить это наступление, открыв дамбы Амударьи , затопившие путь врагу.
Основная часть армии каракитаев решила вернуться домой, но Султан-шах убедил ее командующего оставить с ним контингент войск. С этой силой он отправился в Хорасан , все еще находившийся под контролем различных огузских племен и амиров-сельджуков. Ему удалось свергнуть нескольких местных правителей, что привело к завоеванию Сарахса , Туса и Мерва к 1181 году. Он также преследовал территории Гуридов вокруг Бадгиса.
В течение следующих нескольких лет Султан-шах оставался угрозой для Текеша, который в результате был вынужден несколько раз проводить экспедиции в Хорасан. Несмотря на это, султан-шаху не удалось добиться каких-либо значительных успехов против своего брата. У него также были случайные проблемы с Гуридами; в кампании 1189/1190 гг. они вторглись на его территорию, победили его и захватили часть его владений.
В 1192 г. Султан-шах решил предпринять поход на Хорезм, воспользовавшись отсутствием там Текеша; последний находился в то время в западном Иране и имел дело с сельджуками Хамадана . Однако во время кампании он умер (1193 г.), и Текеш захватил часть его владений, воссоединив земли Хорезма.